# 鸡峰山黄耆
鸡峰山黄耆（学名：Astragalus kifonsanicus）为豆科黄芪属的植物，是中国的特有植物。分布在中国大陆的陕西、河南、甘肃、山西等地，生长于海拔500米至1,500米的地区，一般生于山坡、灌丛和河滩等地。

## 别名
鸡峰黄芪（中国主要植物图说 豆科）